# Knuckles (Fernsehserie)
Knuckles ist eine US-amerikanische Fernsehserie aus dem Jahr 2024, die von Sega Sammy Group und Original Film in Zusammenarbeit mit Paramount Pictures produziert wurde. Die Serie spielt nach Sonic the Hedgehog 2 und vor Sonic the Hedgehog 3 und zeigt den Echidna Krieger Knuckles wie er sich auf eine Quest begibt. Die Serie wurde für den Streamingdienst Paramount+ produziert und erschien am 26. April 2024 im englischsprachigen Raum und wurde in Deutschland einen Tag später veröffentlicht.

## Handlung
Da Knuckles sich bei Maddie und Tom nicht so gut benimmt, wird er rausgeschmissen und deshalb geht Knuckles auf eine Quest mit Polizeisheriff Wade. Bald muss Knuckles jedoch feststellen, dass er von einem ehemaligen Teampartner von Dr. Robotnik verfolgt wird. Dieser will die Kraft von Knuckles stehlen und engagiert dafür zwei, die Knuckles einfangen sollen. Doch der Echidna Krieger lässt sich nicht unterkriegen.

## Synchronisation
Die Besetzung der Fernsehserie entspricht bei bereits etablierten Charakteren den der Kinofilme Sonic the Hedgehog (2020), Sonic the Hedgehog 2 (2022) und Sonic the Hedgehog 3 (2024) mit Idris Elba als Knuckles, Ben Schwartz als Sonic und Colleen O’Shaughnessey als Tails. Auch die Darsteller Adam Pally als Wade Whipple und Tika Sumpter als Maddie Wachowski kehrten in ihre Rollen zurück. Der neue Gegenspieler The Buyer wurde von Rory McCann verkörpert, der alte Echidna-Anführer Pachacamac, bekannt aus dem Spiel Sonic Adventure (1998), wurde von Christopher Lloyd gesprochen.
Auch die deutschsprachige Synchronisation orientiert sich an den zuvor erschienenen Kinofilmen, so kehren Oliver Stritzel als Knuckles, Julien Bam als Sonic, Paulina Weiner als Tails, Tommy Morgenstern als Wade Whipple und Britta Steffenhagen als Maddie Wachowski zurück. Hinzu kommen deutsche Synchronsprecher wie Tilo Schmitz, Axel Lutter oder Isabelle Schmidt.
| Figur                | Deutscher Synchronsprecher | Darsteller / Englischer Originalsprecher |
| Hauptfiguren         | Hauptfiguren               | Hauptfiguren                             |
| -------------------- | -------------------------- | ---------------------------------------- |
| Knuckles the Echidna | Oliver Stritzel            | Idris Elba                               |
| Wade Whipple         | Tommy Morgenstern          | Adam Pally                               |
| Nebenfiguren         |                            |                                          |
| Pachacamac           | Axel Lutter                | Christopher Lloyd                        |
| The Buyer            | Tilo Schmitz               | Rory McCann                              |
| Agent Mason          | Daniel Welbat              | Kid Cudi                                 |
| Agent Willoughby     | Lydia Morgenstern          | Ellie Taylor                             |
| Pete Whipple         | Matthias Klie              | Cary Elwes                               |
| Wanda Whipple        | Isabelle Schmidt           | Edi Patterson                            |
| Wendy Whipple        | Liane Rudolph              | Stockard Channing                        |
| Jack Sinclair        | Alexander Doering          | Julian Barratt                           |
| Gastauftritte        |                            |                                          |
| Sonic the Hedgehog   | Julien Bam                 | Ben Schwartz                             |
| Miles Tails Prower   | Paulina Weiner             | Colleen O’Shaughnessey                   |
| Maddie Wachowski     | Britta Steffenhagen        | Tika Sumpter                             |

## Produktion
Im Februar 2022 hatte die Entwicklung einer Sonic-the-Hedgehog-Miniserie mit Schwerpunkt auf Knuckles begonnen, die 2023 auf Paramount+ veröffentlicht werden sollte. Sega und Paramount Pictures gaben die Entwicklung der Serie bei der ViacomCBS Investor Day-Präsentation im Februar offiziell bekannt, wobei Idris Elba dies bestätigte und das seine Rolle als Knuckles wiederholen wird.
Im April 2023 wurde John Whittington, Co-Autor von Sonic the Hedgehog 2, als Entwickler und Hauptautor der Serie bekannt gegeben. Whittington wird die Serie neben Neal H. Moritz und Toby Ascher von Original Film, Jeff Fowler und Toru Nakahara auch als Executive Producer fungieren. Paramount Pictures und Sega würden als Produktionsfirmen der Serie fungieren. Es wurde auch berichtet, dass die Serie Knuckles Adam Pally mit dabei haben wird, der seine Rolle als Wade Wipple wiederholt. In wiederkehrenden Rollen wurden auch Edi Patterson, Julian Barratt, Scott Mescudi und Ellie Taylor gecastet, mit Gaststars wie Rory McCann und Tika Sumpter, die ihre Rolle als Maddie wiederholt. Weitere Darsteller wurden bestätigt, darunter Cary Elwes, Stockard Channing, Christopher Lloyd, Paul Scheer und Rob Huebel im Juni 2023. Im Februar 2024 wurde berichtet, dass Ascher neben Whittington einen Co-Entwickler erhalten wird und als Showrunner der Serie fungierte.
Im April 2024 sagte Ascher, dass künftige Staffeln von Knuckles möglich seien, sollte sich die Serie als erfolgreich erweisen.